# Svart Venus
Svart Venus (franska:Vénus noire) är en fransk dramafilm från 2010 regisserad av Abdellatif Kechiche. Filmen är baserad på Sarah Baartmans livsöde, en khoikhoi-kvinna som under början av 1800-talet visades upp i Europa under namnet "Hottentot Venus". Filmen nominerades till Guldlejonet vid 67:e Filmfestivalen i Venedig.

## Skådespelare
- Yahima Torres som Sarah Baartman
- Olivier Gourmet som Réaux, le forain
- Jean-Christophe Bouvet som Mercailler
- Jonathan Pienaar som Alexander Dunlop
- Andre Jacobs som Caezar
- Olivier Loustau
- Diana Stewart som dam med parasoll
- Eric Moreau
- Ralph Amoussou som Harry
- Violaine de Carne som Diane de Méry
- Yann Sorton
- Jeanne Corporon
- Gilles Matheron som Théobald de Méry
- Philip Schurer som Peter Van Wageninge
- Violaine Gillibert som Géraldine Rivière
- Christian Prat
- Albanna Enlil